# Soja Ossipowna Brod
Soja Ossipowna Brod, russisch Зоя Осиповна Брод, auch Soja Iossifowna Brod, russisch Зоя Иосифовна Брод (* 12. Julijul. / 25. Juli 1907greg. in Saratow; † 21. Februar 1972 in Moskau) war eine sowjetische Architektin.

## Leben
Brods Vater Iossif Samsonowitsch Brod (1867–1917) war Geburtshelfer und Chirurg im Alexei-Krankenhaus Saratow. Die Familie wohnte in einem zweistöckigen Steinhaus.
Brod studierte in Leningrad 1925–1930 an der Architektur-Fakultät des aus der Kaiserlichen Akademie der Künste hervorgegangenen Leningrader Höheren Künstlerisch-Technischen Instituts. Zu ihren Lehrern gehörten Andrei Jewgenjewitsch Belogrud, Leonti Nikolajewitsch Benois, Iwan Alexandrowitsch Fomin, Wladimir Alexejewitsch Schtschuko, Wladimir Georgijewitsch Helfreich und Sergei Sawwitsch Serafimow. Ihre Diplomarbeit zum Abschluss des Studiums verteidigte sie 1930.
Nach dem Studium wurde Brod in der Leningrader Abteilung des Instituts Projektgraschdanstroi für Zivilbauprojektierung angestellt. Zusammen mit ihrem Mann Alexander Fjodorowitsch Chrjakow erstellte sie eine Vielzahl von Projekten. 1933 gingen sie und ihr Mann mit einer Gruppe von Architekten unter der Führung von Schtschuko und Helfreich nach Moskau zur Projektierung des Palasts der Sowjets. 1935 projektierte sie mit Schtschuko, Helfreich und ihrem Mann den Viadukt über die Mazesta bei Sotschi, der 1938 gebaut wurde.
1949 schrieb das Sojuskinoprojekt einen Wettbewerb für die Entwicklung eines Standardkinos mit 330 Plätzen aus, in dem Brod den 1. Preis gewann. Ihr zweistöckiges Standardkino mit einer Reihe von Sälen hintereinander, einem Foyer mit Spiegeln, Säulen und Stuck und ionischen Säulen in der Fassade wurde etwa hundertmal in Städten der UdSSR gebaut.
Brod beteiligte sich 1953 mit ihrem Mann an dem Wettbewerb für den Bau eines Pantheons auf den Moskauer Leninbergen, das dann nicht realisiert wurde.
Brods älterer Bruder war der Geologe Ignati Ossipowitsch Brod.
Brod wurde auf dem Moskauer Nowodewitschi-Friedhof begraben.

## Werke

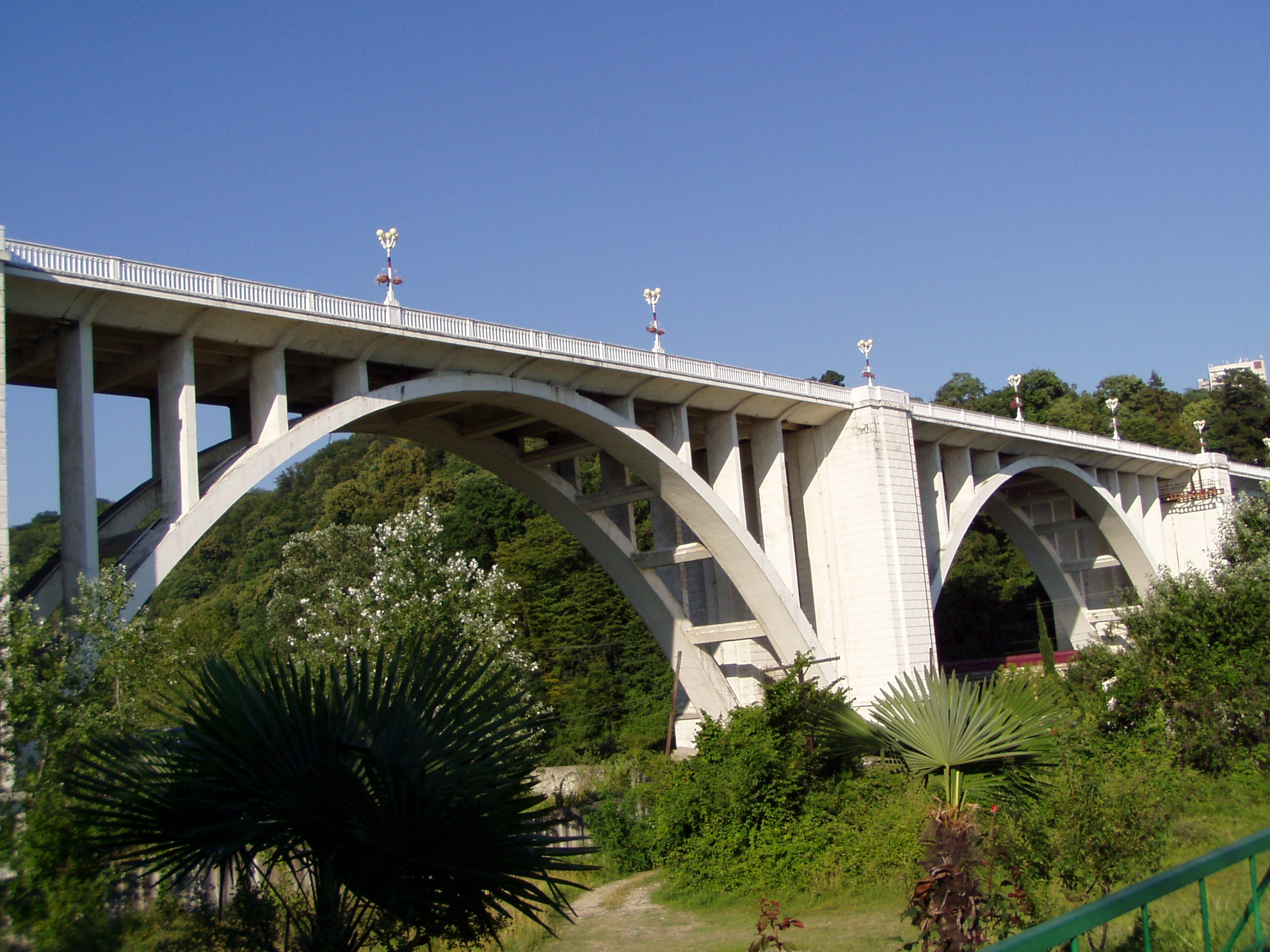
Mazesta-Viadukt bei Sotschi (1938)
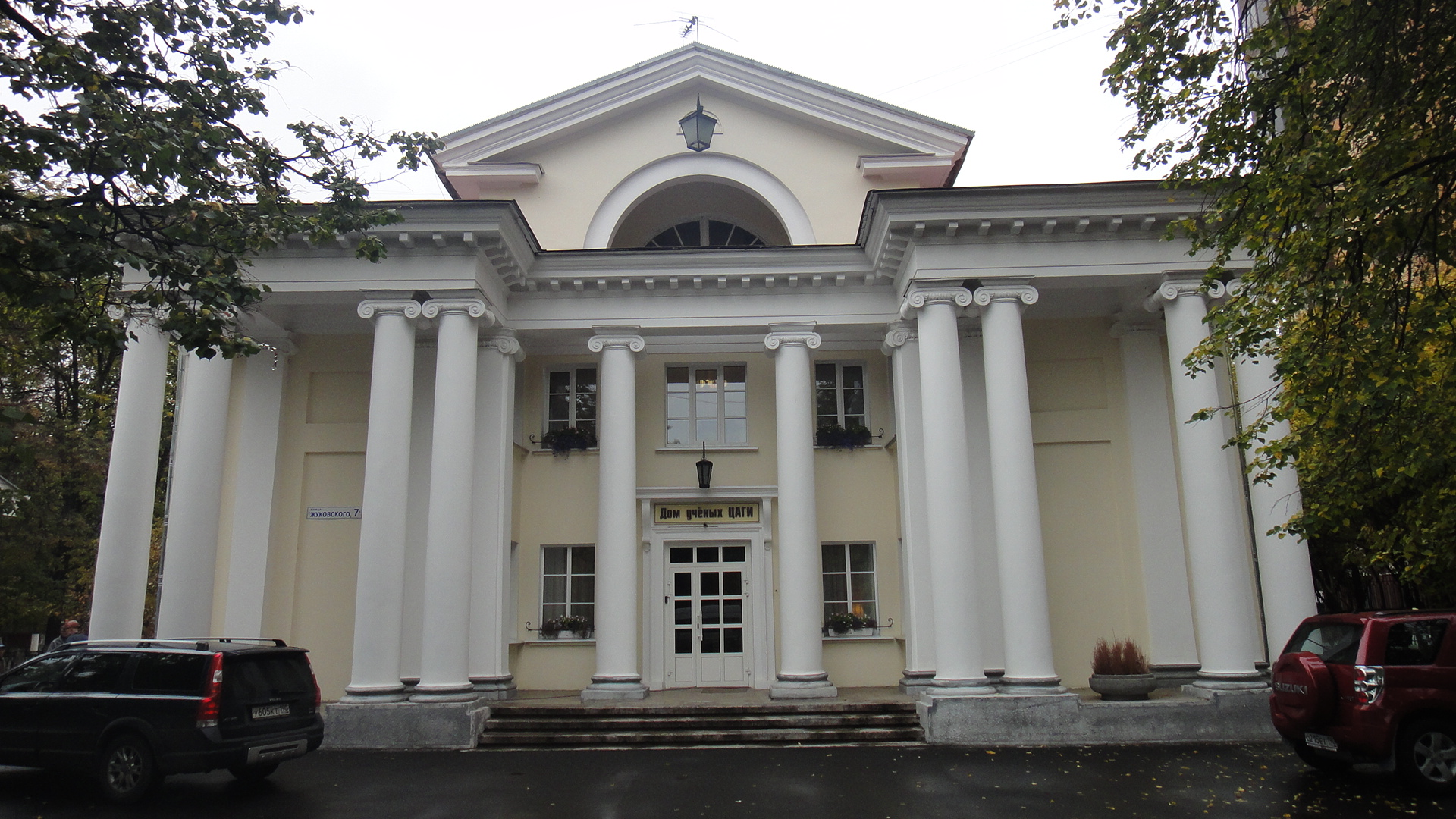
Kino Rodina (1948), jetzt Haus der Wissenschaftler des Zentralen Aerohydrodynamischen Instituts (Zagi), Schukowski
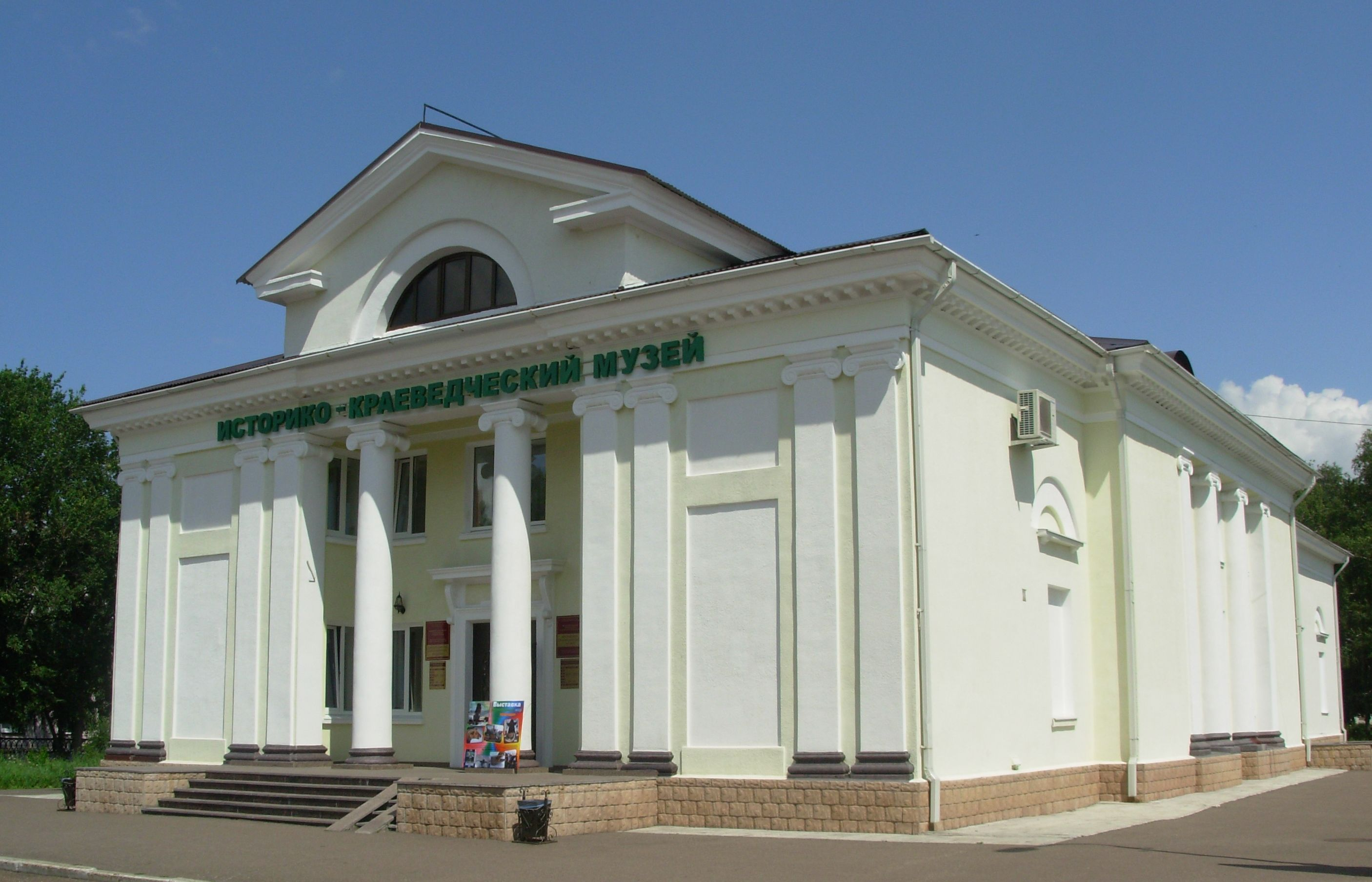
Kino (1953), jetzt Bezirksmuseum, Salawat
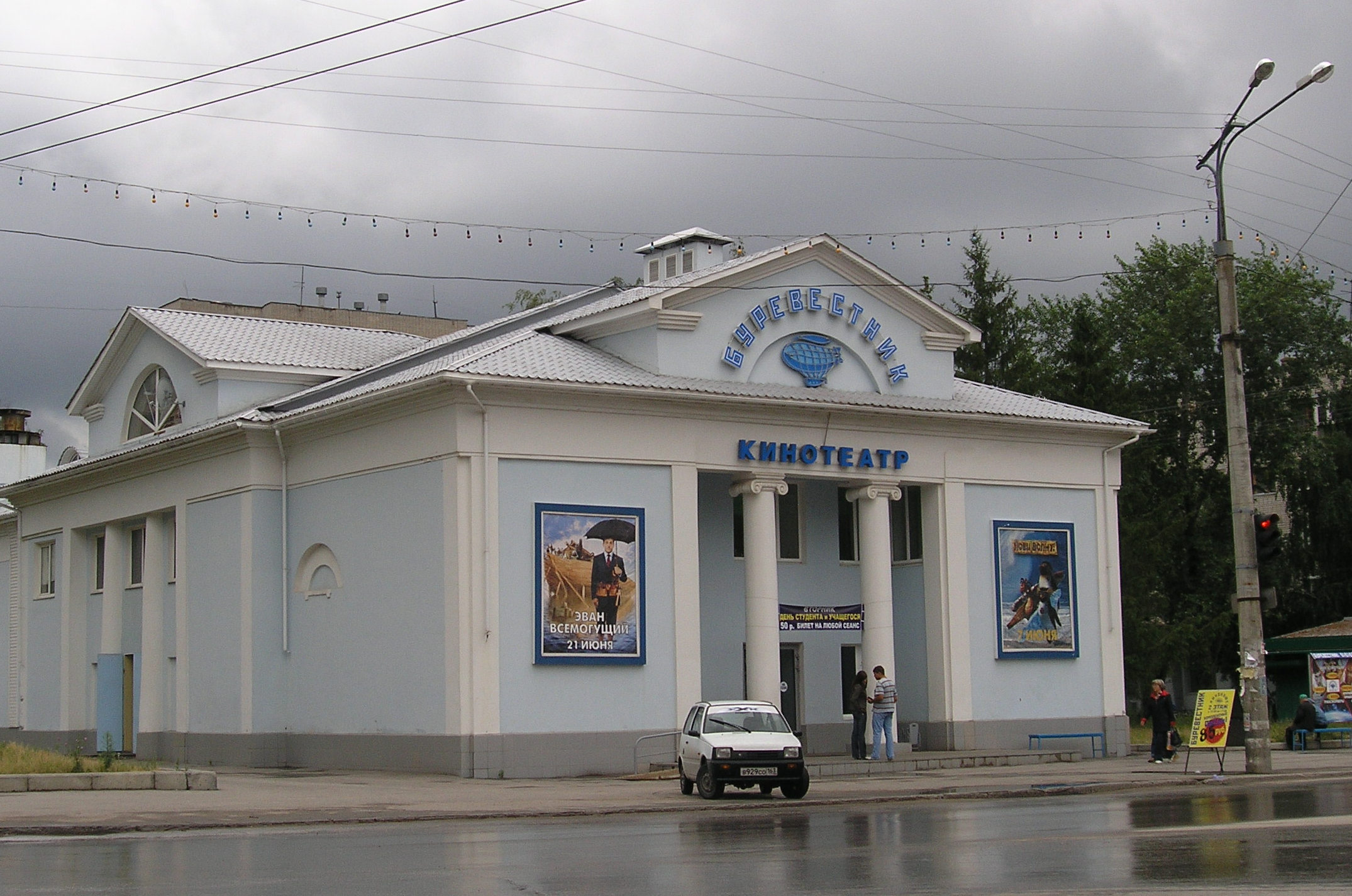
Kino Burewestnik (1954), Stawropol